# Muy lejos
Muy lejos (Molt lluny) es una película dramática española de 2025 dirigida por Gerard Oms y protagonizada por Mario Casas, David Verdaguer e Ilyass El Ouahdani. Ganó a Mejor Ópera Prima en el Festival Internacional de Cine en Guadalajara (México) y se alzó con dos Biznagas en el Festival de Málaga, la de Mejor Actor (Mario Casas) y el Premio Especial del Jurado de la Crítica. Se estrenó en cines españoles el 11 de abril de 2025, con distribución de BTeam Pictures. 

## Trama
Después de asistir a un partido de fútbol en Utrecht, Sergio (Mario Casas) sufre un ataque de pánico al coger el vuelo de vuelta a Barcelona. Como resultado, decide quedarse en Holanda, teniendo que sobrevivir en el país sin saber ni siquiera el idioma.

## Reparto
- Mario Casas como Sergio
- David Verdaguer como Manel
- Ilyass El Ouahdani como Yusuf
- Jetty Mathurin como Thenna
- Hanneke van der Paardt como Lotte
- Reinout de vey Mestdagh
- Raúl Prieto como Miguel
- Nausicaa Bonnín como una Poeta

## Producción
La idea original de Muy lejos nació a partir de las experiencias como adolescente del cineasta Gerard Oms, quien viajó a Holanda porque no tenía referentes que le ayudasen a entender lo que le pasaba en su vida. En junio de 2023, se anunció que la productora Zabriskie Films estaba desarrollando la película Muy lejos (Zo ver weg), la cual estaría dirigida por Oms. En octubre de 2023, se anunció que Mario Casas protagonizaría la película. El rodaje de la película comenzó el 13 de noviembre de 2023, y a mediados de diciembre se anunció que había concluido. El rodaje de la película tuvo lugar en localizaciones de Cataluña y los Países Bajos. Aunque se desconoce el presupuesto total de la cinta, Muy lejos recibió 783.735 euros procedentes de las ayudas generales del ICAA.

## Lanzamiento y marketing
En febrero de 2025, BTeam Pictures anunció que estrenaría Muy lejos en cines españoles el 11 de abril de 2025. Ese mismo mes, se anunció que la película tendría su estreno mundial en el Festival de Málaga el 16 de marzo de 2025, y más adelante se anunció que clausuraría el D'A Film Festival en Barcelona. En marzo de 2025, el tráiler de la película fue lanzado.